# Taylorcraft Aeroplanes (England)
 (juin 2023).
Si vous disposez d'ouvrages ou d'articles de référence ou si vous connaissez des sites web de qualité traitant du thème abordé ici, merci de compléter l'article en donnant les références utiles à sa vérifiabilité et en les liant à la section « Notes et références ».

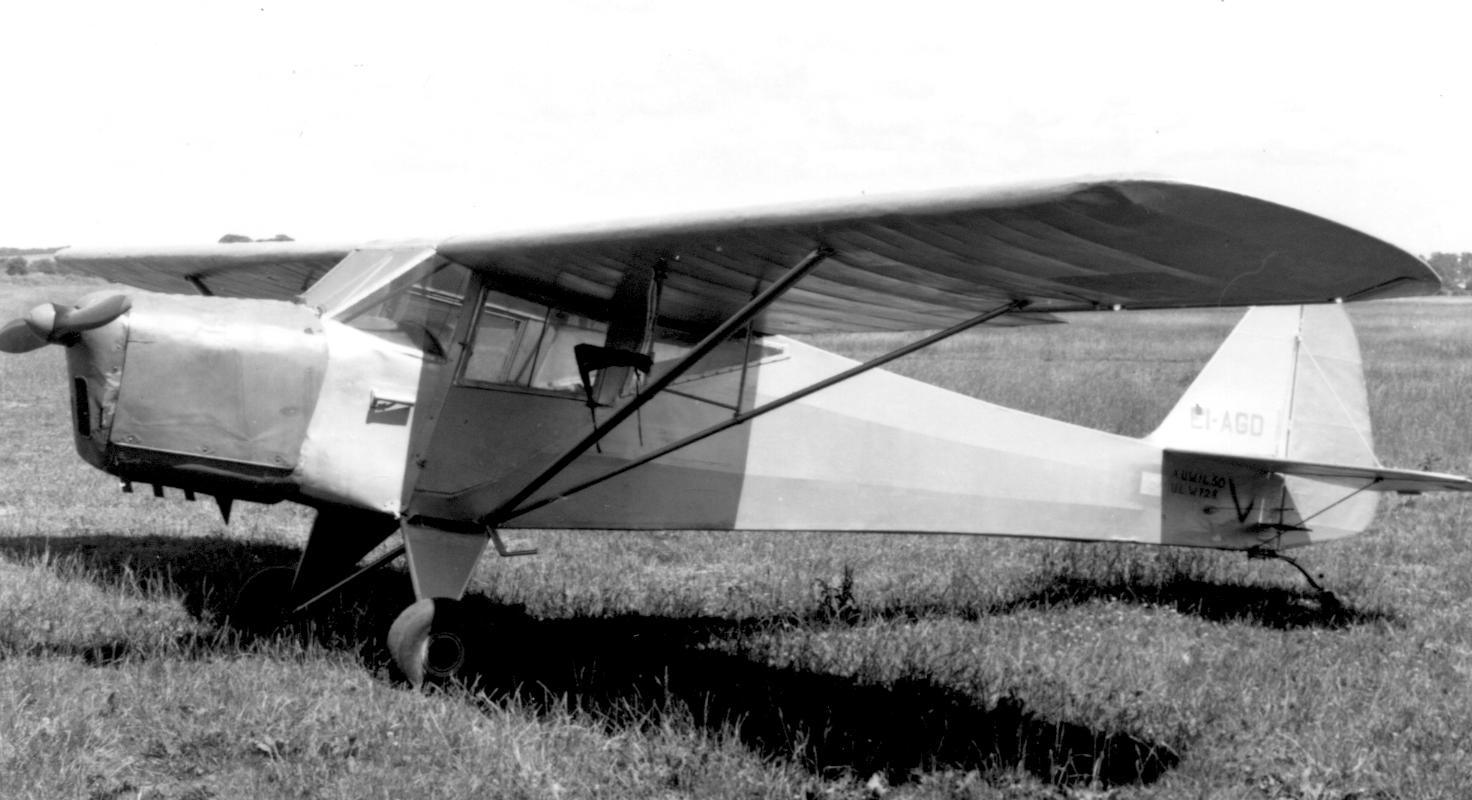
Auster C/2 de Taylorcraft Aeroplanes.

Taylorcraft Aeroplanes (England) Ltd est une entreprise britannique de construction aéronautique aujourd'hui disparue qui est souvent confondue avec la firme américaine Taylorcraft (en).

## Produire des avions américains Taylorcraft
Alexander Lance Wykes, homme d’affaires anglais et directeur de Crowthers Ltd, une usine produisant des machines pour l’industrie textile située dans les Britannia Works, à Thurlaston, Leicestershire, était aussi passionné d’aviation et membre du County Flying Group. En 1938 il se rendit aux États-Unis pour y négocier un droit de licence afin de construire en Grande-Bretagne un avion de sport conçu aux États-Unis. Il regagna l'Europe avec 6 Taylorcraft Model A et les droits de production du tout nouveau Taylorcraft B pour l’Empire Britannique et l’Europe.
Taylorcraft Aeroplanes (England) Ltd fut enregistrée le 21 novembre 1938 avec un capital de 15 000 £ , les directeurs de la société étant A.L. Wykes, Frank Bates et Percy Wykes. L'activité débuta en février 1939 dans des locaux loués derrière les usines Crowthers de Melton Road, à Thurlaston. Le premier appareil fut achevé le 24 avril 1939 et immatriculé [G-AFNW]. Pour satisfaire à la réglementation anglaise, l’appareil avait dû subir quelques modifications et la cellule été renforcée. Il fut donc baptisé Taylorcraft Plus C. Transporté par route sur l’aérodrome Sir Lindsay Everard à Ratcliffe, il effectua son premier vol le 3 mai 1939 avec un moteur Lycoming de 55 ch. La production de série fut lancée, le prototype étant remis au County Flying Group, à Rearsby. 23 exemplaires furent construits avant le début de la guerre.

## Réparer des avions pour la RAF
En septembre 1939 la production d’avions civils et l’activité des aéro-clubs furent suspendues et Taylorcraft Aeroplane (England) Ltd devient sous-traitant des grands constructeurs, produisant des pièces de Hawker Hurricane, Supermarine Spitfire, Airspeed AS.10 Oxford, Armstrong Whitworth Albemarle, Tiger Moth et Hawker Audax. En 1940 l’entreprise fut chargée sous contrat du Ministry of Aircraft Production (MAP) de la réparation des de Havilland Tiger Moth de la RAF à Thurmaston et une usine fut ouverte à Syston pour fabriquer ou réparer certains éléments. Si la réparation des Tiger Moth devait se poursuivre jusqu'en 1944, l’entreprise obtint fin 1940 un contrat similaire pour réparer des chasseurs Hawker Hurricane, que remplaceront plus tard des Hawker Typhoon. Pour faire face à cet accroissement d’activité, de nouveaux locaux s’imposaient et à la fin de la guerre Taylorcraft disposait de 10 sites répartis entre Thurmaston, Syston, Mountsorrel et Rearsby où le County Flying Group Airfield de Gaddesby Lane avait été réquisitionné et agrandi. 368 Hurricanes, 339 Tiger Moth, 281 Typhoons, 11 planeurs Kirby Cadet, 1 de Havilland DH.87 Hornet Moth, et 235 Auster AOP furent réparés par Taylorcraft Aeroplanes (England) Ltd.

## Produire les Auster AOP
Parallèlement à ces activités de maintenance, le Model C avait fait l’objet de modifications pour un éventuel usage militaire. Devenu Model D, il fut évalué comme Air Observation Post (AOP) en vue d’une possible utilisation par l’artillerie anglaise sur le front. Tandis que la RAF testait dans ce rôle un monomoteur américain Stinson, 22 Plus C furent modifiés de façon similaire au Model D et livrés aux militaires comme Model C/2. Contre toute attente, le MAP passa commande en 1941 de 100 Taylorcraft Plus D de préférence au Stinson. Cet avion fut baptisé Auster Mk 1 (Auster est le nom romain d’un vent chaud venant d’Afrique), les livraisons débutant 1942. Rapidement l’Auster se rendit indispensable pour les missions de liaison, la largage de messages ou le transport de personnalités, ‘Auster’ devenant un nom aussi commun que Piper dans d’autres armées. Le modèle fut progressivement amélioré, et 1630 Auster AOP furent finalement livrés durant la Seconde Guerre mondiale aux Air Observation Squadrons.
Dès 1944 Taylorcraft Aeroplanes (England) Ltd commença à penser au marché civil de l’après guerre et deux Auster Mk V furent modifiés en vue d’une certification civile. Les [G-AGLK] et [G-AGLL] furent les deux premiers avions civils immatriculés en Grande-Bretagne depuis le début de la guerre. Mail il était clair que l’aviation sportive de l’après-guerre aurait besoin d’avions économiques. En 1945 un Model J fut donc équipé d’un nouveau moteur, dont il servit de banc d’essais, le Blackburn Cirrus Minor 2. Immatriculé [G-AGOH], il fut rebaptisé Auster 5 Series J/1 Autocrat. Le premier exemplaire de série [G-AGTO] fut livré en décembre 1945, l’Autocrat devenant le premier avion civil léger à entrer en production en Grande-Bretagne à la fin de la guerre. En mars 1946 l’entreprise devint Auster Aircraft Ltd, tout lien avec les productions de licences d’origine ayant disparu.